# Druance
Die Druance ist ein Fluss in Frankreich, der in der Region Normandie verläuft. Sie entspringt beim Bois de la Ferrière, südlich von Ondefontaine, im Gemeindegebiet von Les Monts d’Aunay, fließt generell in südöstlicher Richtung durch das Département Calvados und mündet nach rund 31 Kilometern bei Condé-sur-Noireau als linker Nebenfluss in den Noireau.

## Orte am Fluss
(Reihenfolge in Fließrichtung)
- Danvou-la-Ferrière
- Terres de Druance
- Pontécoulant
- Condé-sur-Noireau